# قرار مجلس الأمن التابع للأمم المتحدة رقم 1355
قرار مجلس الأمن التابع للأمم المتحدة رقم 1355، المتخذ بالإجماع في 15 حزيران / يونيو 2001، بعد الإشارة إلى القرارات 1234 (1999)، 1258 (1999)، 1265 (1999)، 1273 (1999)، 1279 (1999)، 1291 (2000)، 1296 (2000)، 1304 (2000)، 1323 (2000)، 1332 (2000) و1341 (2001) بشأن الحالة في جمهورية الكونغو الديمقراطية، مدد المجلس ولاية بعثة الأمم المتحدة في جمهورية الكونغو الديمقراطية حتى 15 يونيو 2002 تخضع للمراجعة كل أربعة أشهر.

## القرار

### أعمال

#### أ
وأعرب المجلس، بموجب الفصل السابع من ميثاق الأمم المتحدة، عن ارتياحه لوجود احترام عام لوقف إطلاق النار. وطالب بفك ارتباط جبهة تحرير الكونغو وإعادة انتشارها وفقا للخطط المتفق عليها والالتزامات التي تم التعهد بها لبعثة مجلس الأمن التي زارت المنطقة. وطالب المجلس مرة أخرى القوات الأوغندية والرواندية وغيرها من القوات الأجنبية بالانسحاب الفوري من جمهورية الكونغو الديمقراطية. وثارت مخاوف من وقوع عمليات عسكرية في مقاطعتي كيفو وحث التجمع من أجل الديمقراطية الكونغولية على نزع سلاح كيسنغاني. واضطرت جميع الأطراف، بما في ذلك حكومة جمهورية الكونغو الديمقراطية، إلى وقف دعم الجماعات المسلحة. وفي غضون ذلك، أُدين توغل الجماعات المسلحة في رواندا وبوروندي.
ورحب مجلس الأمن، الذي سلط الضوء على الجهود الدبلوماسية المبذولة لحل الأزمة، بالحوار بين جمهورية الكونغو الديمقراطية وبوروندي وشدد على أن السلام في الأولى لا ينبغي أن يتحقق على حساب السلام في الأخيرة. ورحب أيضا بالحوار بين الأطراف الكونغولية. وأدان المجازر واستخدام الجنود الأطفال والهجمات على العاملين في المجال الإنساني وذكّر الأطراف بالتزاماتهم بموجب اتفاقية جنيف الرابعة. ودعا المجتمع الدولي إلى زيادة المساعدات الإنسانية للمنطقة.
وشدد القرار على أن الاستغلال غير المشروع للموارد الطبيعية للبلاد يجب أن يتوقف وينتظر تقريرا من لجنة تشكلت للتحقيق في الأمر. وشدد على أهمية الصلة بين التقدم المحرز في عملية السلام والانتعاش الاقتصادي ورحب بإعادة فتح نهري الكونغو وأوبانغي وإنشاء لجنة حوض نهر الكونغو لمعالجة حركة المرور النهرية. وأشار المجلس إلى أن السلام لن يتحقق إلا إذا حددت جميع دول المنطقة قواعد لتعزيز الأمن والتنمية.

#### ب
مدد مجلس الأمن ولاية بعثة الأمم المتحدة في جمهورية الكونغو الديمقراطية وطلب من الأمين العام كوفي عنان تقديم توصيات بشأن السبل التي يمكن بها للبعثة مراقبة تنفيذ خطط الانسحاب. وأذن لبعثة منظمة الأمم المتحدة في جمهورية الكونغو الديمقراطية بالمساعدة في عملية نزع السلاح والتسريح والتأهيل وإعادة الإدماج التي تشارك فيها الجماعات المسلحة. وطُلب من الأمين العام كذلك توسيع العنصر المدني للبعثة، ولا سيما في مجال حقوق الإنسان والقانون الإنساني الدولي.
وأقر القرار مفهوم الأمين العام المنقح لعمليات بعثة منظمة الأمم المتحدة في جمهورية الكونغو الديمقراطية، والذي تضمن إنشاء عنصر شرطة مدنية. وأشار إلى الحاجة إلى تحسين القدرة الإعلامية من خلال إنشاء محطات إذاعية للأمم المتحدة. وأخيراً، تم دعوة الأطراف إلى التعاون الكامل مع بعثة الأمم المتحدة وضمان سلامة موظفي الأمم المتحدة.

## روابط خارجية
- نص القرار في undocs.org